# Tris(aziridinyl)phosphinoxid
Tris(aziridinyl)phosphinoxid ist eine chemische Verbindung aus der Gruppe der Aziridine und Phosphoramide.

## Eigenschaften
Tris(aziridinyl)phosphinoxid ist ein hygroskopischer weißer Feststoff, der sehr gut löslich in Wasser, Ethanol, Diethylether und Aceton ist.

## Verwendung
Tris(aziridinyl)phosphinoxid wird zur Insekten-Chemosterilisation verwendet.